# Світозар Гурбан-Ваянський
Світозар Гурбан-Ваянський (*Svetozár Hurban-Vajanský, *16 січня 1847, Глбоке —†17 серпня 1916) — словацький поет, прозаїк, літературний критик, публіцист, політик.

## Життєпис
Народився в містечку Глбоке 1847 року. Син громадського діяча та священика Йозефа Милослава Гурбана, що працював разом з Людовитом Штуром. Навчався в рідному місті, потім у Модрі, закінчив середнє навчання 1858 року — Цешин. Після цього продовжив навчання в м. Обершютцен (Австрія), з 1863 до 1866 року навчався в м. Стендаль (Пруссія), з 1866 до 1867-го — Банська Бистриця.
Протягом 1867–1871 років навчався на правника спочатку в Пресбурзі (сучасна Братислава), а потім у Будапешті. Після цього працював у юридичних конторах Трнави, Будапешта, Пресбурга та Відня. Зрештою відкрив власну контору в містечку Скалиця. У 1875 році оженився. Щоб поліпшити фінансовий стан, працював у багатьох містах австрійської імперії. З 1878 року намагався обійняти посаду професора права в Російській імперії та Болгарському князівстві, проте марно.
У 1878 році його призвали до війська, в його лавах Гурбан брав участь в Австро-Угорській окупації Боснії та Герцеговини. З 1870-х років він брав активну участь як політичний діяч Словацької національної партії. З 1878 року став працювати в газеті «Народні новини» в м. Мартін. За свої статті проти мадяризації Словаччини Гурбана неодноразово заарештовувано. Згодом стає поміркованішим. З 1906 року його призначено за головного редактора «Народних новин». З 1890 року був власником та редактором журналу «Словацький погляд». Помер у Мартіні 1916 року.

## Творчість
Гурбана-Ваянського вважають за одного з реформаторів словацької поезії, впровадивши в неї нові принципи віршування, нові види строфіки й римування.
Основний зміст його лірики (збірки «Татри й море», 1879 рік; «З-під ярма», 1884 рік) становить любов до батьківщини й народу, біль і тривога за їхню долю, що він висловив без романтичної пишномовності й риторичності, як природний стан чуйної душі. Він робить темою поезії і сам творчий акт, коли творено поезію, народжується поетичний образ (збірка «Вірші», 1890 рік).
У прозі Гурбан-Ваянський узяв на себе задачу опанувати майже всі можливі жанри й охопити чи не всі пласти сучасної дійсності в її суспільно-політичних і життєвих, емоційних та інтелектуальних, соціально-ідеологічних і сімейно-побутових вимірах. Головною для нього стала сфера вищого в соціальному сенсі, привілейованого й освіченого середовища. Найхарактернішими жанрами в його творчості були соціально-психологічна повість («Лілія», 1880 рік; «Летючі тіні», 1883 рік) і роман («Суха гілка», 1884 рік; «Корінь і пагони», 1896 рік; «Котлін», 1901 рік). Усі вони насичені національно-патріотичною та моральною проблематикою.

## Переклади українською мовою

#### Світозар Гурбан-Ваянський. Летючі тіні. Вибрані твори / переклад зі словен. Лідії Кіцили. - Київ, Yakaboo Publishing, 2024. - 352 с. (серія "Галерея світової прози: європейська візія")[1]
паперова книга - ISBN 978-617-8222-77-2 - https://www.yakaboo.ua/ua/letjuchi-tini-vibrani-tvori.html
електронна книга - ISBN 978-617-8222-77-2 - https://www.yakaboo.ua/ua/letjuchi-tini-vibrani-tvori-2929296.html

аудіокнига - ISBN - 978-617-8222-78-9 https://www.yakaboo.ua/ua/letjuchi-tini-vibrani-tvori-3056326.html
1. ↑  YAKABOO (англ.) https://www.yakaboo.ua/ua/letjuchi-tini-vibrani-tvori.html. Процитовано 25 грудня 2024. {{cite web}}: Пропущений або порожній |title= (довідка)